# Ait Tamlil
Ait Tamlil  (in arabo أيت تمليل‎?) è un centro abitato e comune rurale del Marocco situato nella provincia di Azilal, regione di Béni Mellal-Khénifra. Conta una popolazione di 19 930 abitanti (censimento 2014).